# Giselbert (Moselgau)
Giselbert (genannt als Graf im Jahr 996; † 18. Mai 1004 bei Pavia) war ein Graf der Grafschaft Wallerfangen.

## Leben
Giselbert entstammte dem Luxemburger Grafenhaus, dem sogenannten Mittelmoselgeschlecht, das sich im Laufe seiner Geschichte zu einer der einflussreichsten Dynastien im Westen des Reiches entwickelte. Besitzzentren waren Luxemburg, Sierck und Diedenhofen.
Giselbert war ein Sohn des Grafen Siegfried I. von Luxemburg, der als Gründer von Luxemburg gilt, und dessen Frau Hadwig (* um 935/945; † 13. Dezember nach 993).
Unter Giselberts Vater Siegfried begannen Bestrebungen, den eigenen Herrschaftsbereich in Richtung der oberen Mosel und der mittleren Saar hin auszudehnen. Es gelang, in der Umgebung von Metz Besitzungen zu erwerben und durch Tausch mit dem Bischof von Trier Saarburg, wenn auch nicht als erbliches Lehen, zu gewinnen. Der Machtbereich der Luxemburger konnte dabei saaraufwärts bis nach Wallerfangen ausgedehnt werden. Die Herrschaft Wallerfangen wurde mit Siegfrieds Sohn Giselbert besetzt. Die Grafschaftsbezeichnung lautete in pago Moselensi, in comitatu Waldelevinga, cui Giselbertus comes preesse videtur (dt.: "im Moselgau, in der Grafschaft Wallerfangen, der Graf Giselbert vorsteht").
Die Grafschaft Wallerfangen war keine Gaugrafschaft, sondern ein persönliches Herrschaftsgebilde ohne bekannte Grenzen. Der Ort an der Saar war dabei ein Hauptstützpunkt der Machtausbreitung. Die Grafschaft Wallerfangen wird dabei in den drei überlieferten Urkunden in Beziehung zu drei Gauen gesetzt: zum Rizzagau, zum Saargau und zum Moselgau. Die Grafschaft Wallerfangen deckte sich aber mit keinem dieser drei Gaue. Vermutlich hat Giselbert auch Sierck an der Mosel für das Luxemburger Grafenhaus erwerben können. Giselberts Grafschaft Wallerfangen wird nur im 10. Jahrhundert genannt. Unmittelbare Zeugnisse über Giselberts politisches Handeln sind rar. Das Grafenhaus Luxemburg hat das Wallerfanger Gebiet nicht halten können und wurde durch das Haus Lothringen hier verdrängt. Wallerfangen wurde im 14. Jh. Amtssitz des deutschen Bellistums des Herzogtums Lothringen.

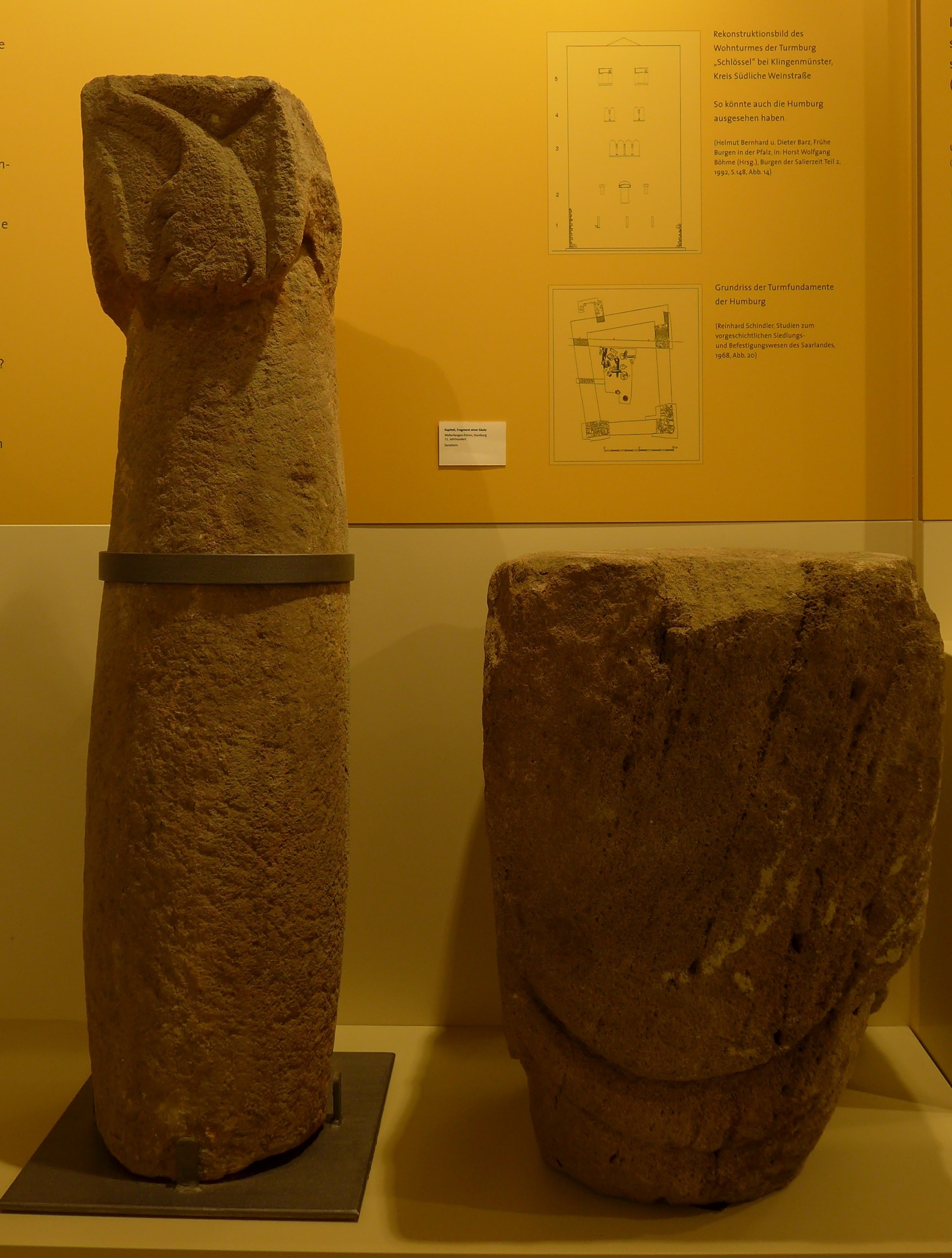
Wallerfangen, Fragmente der Dürener Humburg (Historisches Museum Wallerfangen)

Eine Festungsanlage der Wallerfanger Grafen darf in der Dürener Humburg vermutet werden. Auf einem Bergsporn bei Wallerfangen hatte im Jahr 1965 der saarländische Landeskonservator Reinhard Schindler die Fundamente eines mächtigen mittelalterlichen Steinturmes ausgegraben. Sporn und Turm waren durch einen Abschnittswall mit einem zugehörigen Graben abgeriegelt. Die etwa zwei Meter starken Mauern bilden ein unregelmäßiges Rechteck von 13/14,50 m auf 17/19 m. Sie weisen an den Turmecken sorgfältig behauene Sandsteinquader auf. Die archäologischen Befunde lassen auf den Burgtyp "Wohnturm" schließen. Im Inneren fanden sich verrußte Säulenreste und romanische Architekturteile wie Säulenschäfte, Kapitelle und Rundbögen. Die Säulen, von denen eine eine römische Inschrift trägt, sind römischen Ursprungs, die beim Bau des Gebäudes wiederverwendet wurden. Die Form der gefundenen Kapitelle deutet auf eine Fertigung im 11. Jahrhundert hin. Ein älterer Vorgängerbau ist nicht auszuschließen. Die Historiker Edith Ennen (1953) und Horst Wolfgang Böhme (1992) halten es für denkbar, dass Graf Giselbert hier seinen Sitz hatte. Die Aufgabe der Humburg fällt in die Zeit, als Graf Giselbert im Jahr 1004 ohne Nachkommen stirbt und ab der es keine weiteren schriftlichen Belege für die Grafschaft Wallerfangen mehr gibt.
Giselberts Schwester Kunigunde hatte in der zweiten Hälfte der 990er Jahre Herzog Heinrich von Bayern geheiratet, der am 7. Juni 1002 in Mainz zum deutschen König gewählt und durch Erzbischof Willigis im Mainzer Dom gekrönt wurde. Als Heinrich im Frühjahr 1004 zu einem Italienzug gegen den Markgrafen Arduin von Ivrea aufbrach, begleitete ihn auch sein Schwager Giselbert von Wallerfangen. Markgraf Arduin hatte im März 997 Bischof Petrus von Vercelli ermordet und war im Januar 999 durch eine römische Synode im Beisein von Papst und Kaiser verurteilt worden. Trotzdem war er am 15. Februar 1002, nur drei Wochen nach dem Tode Ottos III., zum König von Italien (Rex Italiae) erhoben worden.
Andere lombardische Bischöfe, unter ihnen Leo von Vercelli, riefen dagegen Heinrich II. um Hilfe. Sie waren von Arduin mehrfach in ihrer Verfügungsgewalt über das Kirchengut beschnitten worden. Das Heer Heinrichs zog vom Sammelpunkt, dem Augsburger Lechfeld, aus über den Brenner nach Trient, wo man am 9. April 1004 den Palmsonntag beging.

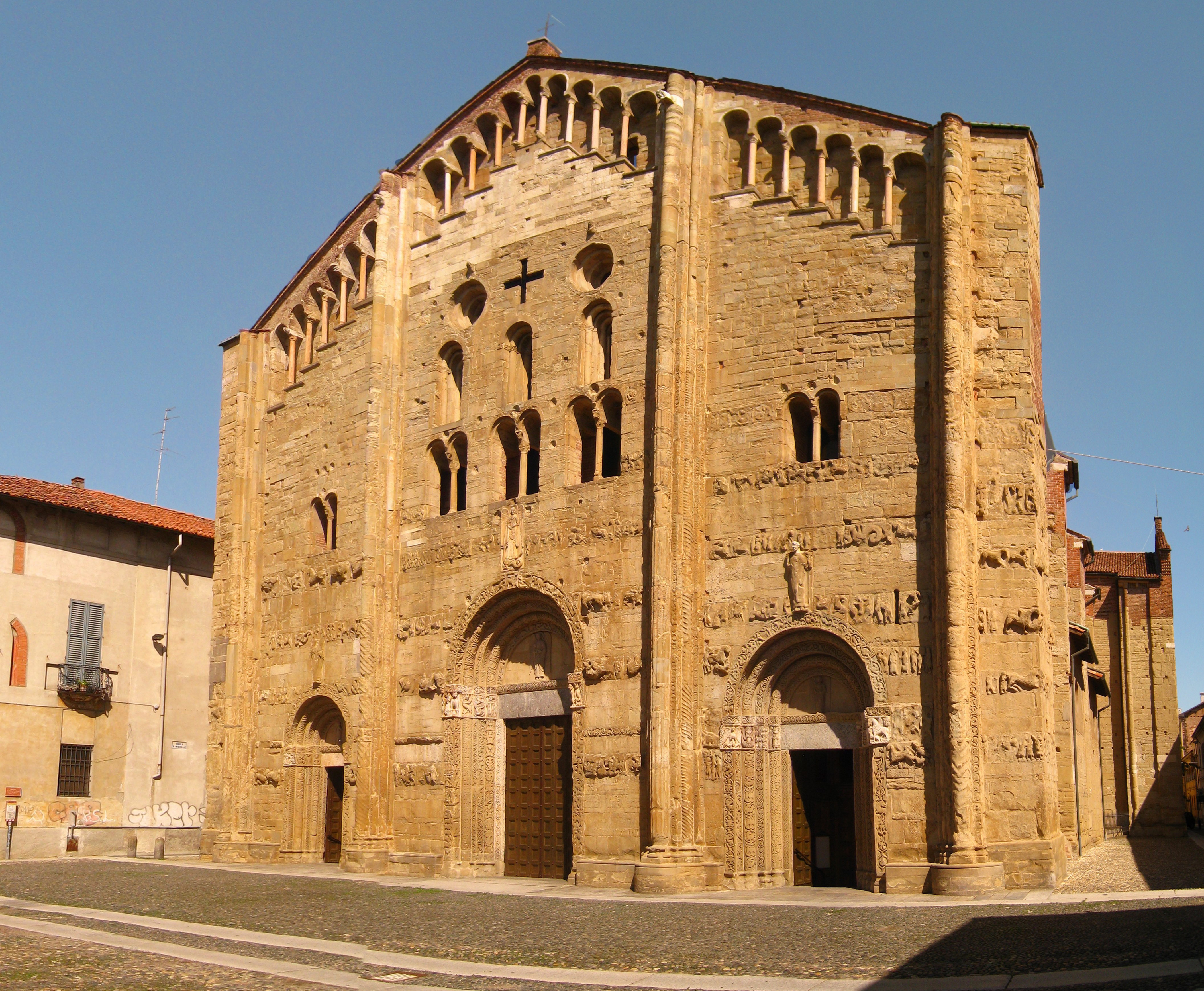
Pavia, Kirche San Michele Maggiore

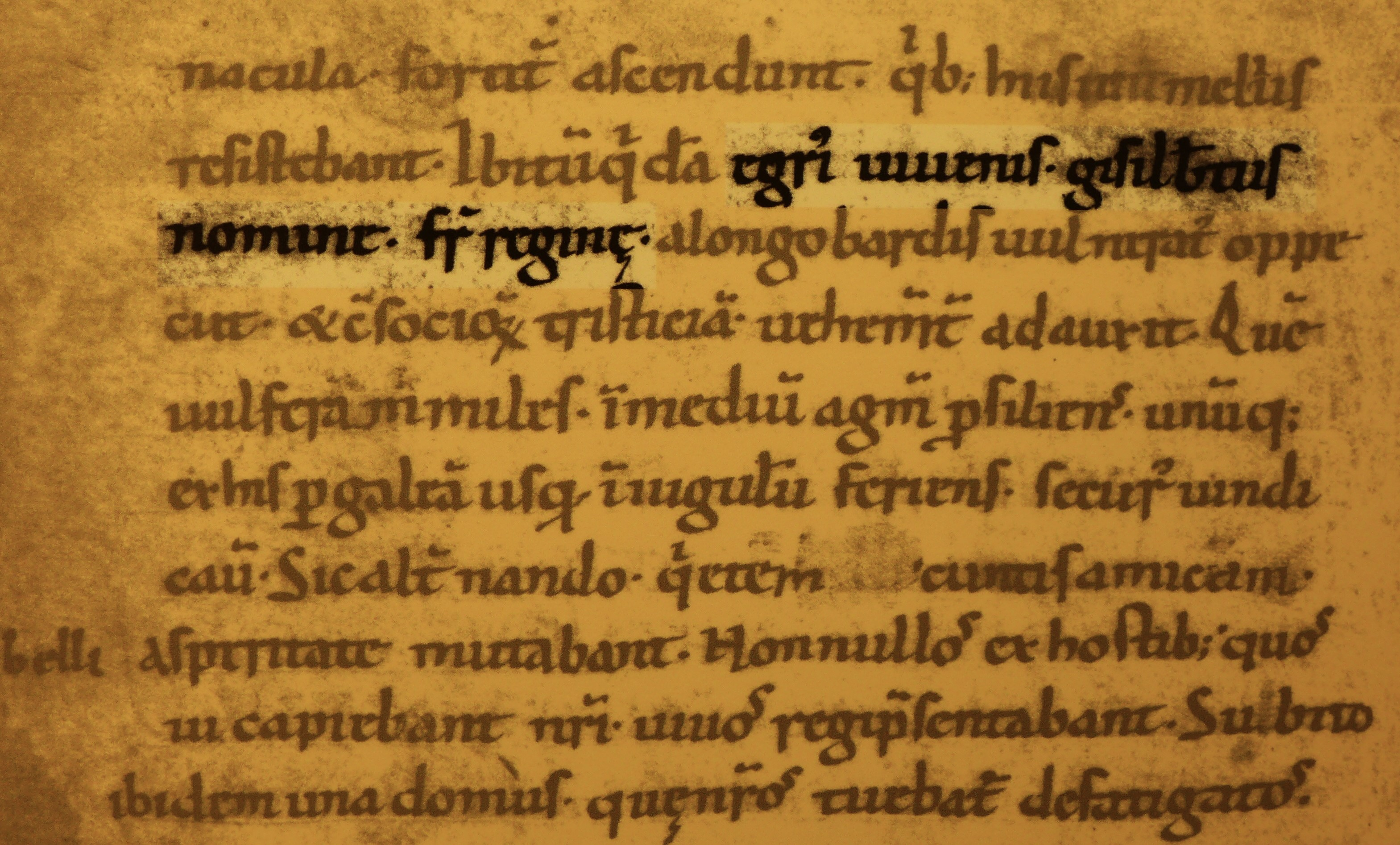
Thietmar von Merseburg, Bischof und Geschichtsschreiber der Ottonenzeit, beschreibt in seiner Chronik das Schicksal des Giselbert (Ausschnitt aus der Dresdner Handschrift der Chronik Thietmars, Faksimile im Heimatmuseum Wallerfangen mit farblicher Hervorhebung der entsprechenden Textpassage)

Am 14. Mai 1004 wurde Heinrich in Pavia in der Kirche San Michele durch Erzbischof Arnulf II. zum König von Italien gewählt und gekrönt. In der folgenden Nacht griffen die Bürger Pavias Heinrich und dessen Begleiter an. Diese wiederum setzten Häuser in Pavia in Brand, um die entfernt lagernden Truppen zu alarmieren. Die Revolte, bei der die Königspfalz von den Aufständischen angezündet wurde, konnte nur mit Mühe niedergeschlagen werden. Bei diesem Aufstand wurde Giselbert verletzt und von Helfern aus dem Kampfgetümmel weggetragen. Aus Rache soll daraufhin ein Ritter namens Wolfram aus dem Gefolge Heinrichs einem aufständischen Pavesen mit einem Schwerthieb Helm und Kopf bis zur Kehle aufgespalten haben. Giselbert erlag seinen schweren Verletzungen vier Tage später am 18. Mai 1004. Giselbert wird in der Chronik des Bischofs Thietmar von Merseburg zum Zeitpunkt seines Todes als iuvenis (dt. „junger Mann“) bezeichnet:

„Ibi tum quidam egreius iuvenis Gisilbertus nomine, frater reginae, a Longobardis vulneratus oppeciit et consociorum tristiciam vehementer adauxit. Quem Vulferam miles, in medium agmen prosiliens unumque ex his galeam usque in iugulum feriens, securus vindicavit.“

Nachdem Heinrich die Huldigung weiterer Lombarden auf einem Hoftag in Pontelungo entgegengenommen hatte, zog er sich Anfang Juni 1004 aus Italien zurück, ohne die Kaiserkrone erlangt oder Arduin besiegt zu haben.

## Gedenken
In Wallerfangen erinnert die Graf-Giselbert-Straße an Giselbert von Wallerfangen.

## Weitere Entwicklung
Zu europäischer Bedeutung stieg die Familie Giselberts unter Graf Johann dem Blinden auf, als dieser das Königreich Böhmen erheiratete. Durch seine Vermählung im Jahr 1310 verlagerte sich der machtpolitische Interessensschwerpunkt der Dynastie nach Osten. Das Kernland zwischen Mosel und Saar verwendete die Familie zur Versorgung weiblicher Mitglieder. Unter anderem zu nennen sind dabei Elisabeth von Görlitz. Durch Veräußerung und Erbschaft gelangte das Kernterritorium der Familie bis zum Ende des Heiligen Römischen Reiches an die Dynastie der Habsburger.